# Cinema (Nazareth)
Cinema è il sedicesimo album in studio del gruppo rock scozzese Nazareth, pubblicato nel 1986.

## Tracce
1. Cinema – 4:41
2. Juliet – 4:08
3. Just Another Heartache – 5:04
4. Other Side of You – 3:44
5. Hit the Fan – 3:37
6. One from the Heart – 4:24
7. Salty Salty – 3:48
8. White Boy – 5:08
9. A Veteran's Song – 5:29

## Formazione
- Dan McCafferty - voce
- Manny Charlton - chitarre
- Pete Agnew - basso, cori
- Darrell Sweet - batteria, cori